# FJAAK
FJAAK – berliński zespół muzyczny tworzący muzykę techno, głównie live act, założony przez Felixa Wagnera i Aarona Röbiga.

## Historia
Projekt FJAAK założony został w 2009 roku przez Felixa Wagnera, jego brata Johannesa Wagnera, Aarona Röbiga i Kevina Kozickiego w dzielnicy berlina, Spandau. Cała grupa była muzykami, grając na takich instrumentach jak fortepian czy gitara. Program Ableton Live, pozwolił im eksperymentować z muzyką i jej tworzeniem. Jednak produkcja muzyki za pomocą samplerów i automatów perkusyjnych spowodowała największe zaangażowanie w tworzenie muzyki, stając się ich głównymi narzędziami, dzięki którym są rozpoznawalni.
Pierwsze koncerty grali głównie na prywatnych imprezach lub niezapowiedzianych wydarzeniach, organizowanych w Spandau i okolicach. Ze względu na okres maturalny, jeden z braci Johannes Wagner, opuścił grupę.
Po zakończeniu edukacji grupa FJAAK po raz pierwszy zaczęła dystrybuować swoją muzykę. Pierwsze utwory pojawiły się dzięki wytwórni Baalsaal Music, która w tym czasie należała do Fritza Kalkbennera. Pierwsze studio nagraniowe stworzyli w Berlinie, w dzielnicy Prenzlauer Berg. W tym samym czasie Felix i Aaron rozpoczęli studia na kierunku inżynierii dźwięku. W 2013 roku klub Berghain zaproponował im współpracę, co zapoczątkowało ich karierę międzynarodową. Rok później zatrudnieni zostali przez wytwórnię berlińskiego duetu techno Modeselektor. W 2017 roku zadebiutował ich pierwszy album FJAAK, wydany przez Modeselektor Monkeytown. W styczniu 2019 roku zespół ogłosił, że Kevin Kozicki nie jest już częścią zespołu, który do dziś funkcjonuje jako duet.
W 2019 roku FJAAK założył własną wytwórnię, Spandau20 i zaczął wydawać następne single. Po wybuchu pandemii w 2020 i 2021 roku FJAAK rozpoczął publikacje albumów charytatywnych SYS=Support Your Scene, które pomagają wesprzeć finansowo wybrane kluby na świecie.

## Dyskografia

### Albumy
| Tytuł | Rok wydania | Wytwórnia          |
| ----- | ----------- | ------------------ |
| FJAAK | 2017        | Monkeytown Records |
| Havel | 2018        | FJAAK              |

Źródło: Discogs.

### Single
| Tytuł                                                       | Rok wydania | Wytwórnia           |
| ----------------------------------------------------------- | ----------- | ------------------- |
| Introduction                                                | 2012        | BAALSAAL RECORDS    |
| Mind Games EP                                               | 2013        | BAALSAAL RECORDS    |
| Reminder Me                                                 | 2013        | Klasse Recordings   |
| Don’t Leave Me / Plan A                                     | 2014        | 50Weapons           |
| Po’ Folk EP                                                 | 2014        | Klasse Wrecks       |
| Attack / The Wind                                           | 2014        | 50Weapons           |
| Gewerbe 15 / Rush                                           | 2015        | 50Weapons           |
| Oben / Unten                                                | 2015        | 50Weapons           |
| FJAAK / Rødhåd – Super Smash / Oblivion                     | 2015        | 50Weapons           |
| Wolves / Pray For Berlin                                    | 2016        | Monkeytown Records  |
| FJAAK 003                                                   | 2018        | FJAAK               |
| Drugs EP                                                    | 2018        | Seilscheibenpfeiler |
| FJAAK 005                                                   | 2019        | FJAAK               |
| NIKK (6) / FJAAK – Force Of Pleasure / Turn It Up           | 2019        | Spandau20           |
| Fadi Mohem / Balas (2) / FJAAK / Claus Schöning – SPND20002 | 2019        | Spandau20           |
| FJAAK 006                                                   | 2020        | FJAAK               |
| Claus Schöning / Rifts / FJAAK – SPND20003                  | 2020        | Spandau20           |
| FJAAK007                                                    | 2020        | FJAAK               |
| SYS01                                                       | 2020        | FJAAK               |
| Rifts / Dajusch / FJAAK – SPND20004                         | 2020        | Spandau20           |
| Rifts, j.manuel, FJAAK, Claus Schöning – SPND20X01          | 2020        | Spandau20           |
| SYS03                                                       | 2021        | FJAAK               |
| SYS02                                                       | 2021        | FJAAK               |
| Your Time Is Ov3r EP                                        | 2021        | Seilscheibenpfeiler |
| FJAAK, Elli Acula – SPND20005                               | 2021        | Spandau20           |
| Wh?t EP                                                     | 2021        | Tectonic            |
| Norman Nodge, Rifts & Dajusch, FJAAK – SPANDAU20 006        | 2021        | Spandau20           |
| FJAAK and Tobi Neumann – Open The Doors                     | 2021        | Spandau20           |

Źródło: Discogs.